# شب پرستاره گوهو
شب پرستارهٔ گوهو (انگلیسی: Gogh, The Starry Night; کره‌ای: 고호의 별이 빛나는 밤에) یک وب درامای چینی-کره‌ای با بازی یوری، کیم یونگ-کوانگ و لی جی-هون است. این مجموعه از ۲ تا ۳۱ ژوئیه ۲۰۱۶، روزهای شنبه و یکشنبه ساعت ۰۰:۰۰ از سوهو اینک پخش شد.
این مجموعه همچنین از ۲۲ تا ۳۰ اکتبر، روزهای شنبه و یکشنبه به عنوان یک مینی‌سریال چهار قسمتی از اس‌بی‌اس پس از اتمام آخرین عشق پخش شد.

## بازیگران

### اصلی
- یوری در نقش گوهو
- کیم یونگ-کوانگ در نقش کانگ ته‌هو
- لی جی-هون در نقش هوانگ جی‌هون